# 洪腾
洪腾（1937年—），女，浙江慈溪人，美国钢琴家、音乐教育家，曾任上海音乐学院教授，中国音乐家协会理事。